# De Nardi
De Nardi was een Italiaanse wielerploeg die bestond van 1999 tot 2004. Het team gaf veel jongelingen de kans en werd door de jaren heen geleid door onder anderen Gian Enrico Zanardo en Gianni Bugno.
De ploeg werd gesponsord door De Nardi, een Italiaanse deurenfabrikant. De ploeg werd in 1999 opgericht onder een Slowaakse licentie en had destijds Pasta Montegrappa als sponsor. In het seizoen was Colpack, dat tussen 2000 en 2002 zelf hoofdsponsor was geweest van een andere ploeg, de nieuwe cosponsor. In 2004 reed de ploeg zonder cosponsor en dit was tevens het laatste jaar waarin de ploeg bestond. Daarna werd De Nardi opgevolgd door Domina Vacanze, dat het een jaar voor gezien hield en werd opgevolgd door Team Milram. De Nardi bleef actief als partner van Domina Vacanze in 2005 en van Milram in 2006 en 2007.

## Bekende renners
- Michael Andersson (2000)
- Andrus Aug (2002-2003)
- Rossano Brasi (2001-2002)
- Simone Cadamuro (2002-2004)
- Matteo Carrara (2003)
- Graziano Gasparre (2003-2004)
- Serhij Hontsjar (2003-2004)
- Matej Jurčo (2003-2004)
- Kim Kirchen (1999-2000)
- Alberto Ongarato (2002)
- Giuseppe Palumbo (2001-2003)
- Fränk Schleck (2000)
- Dimitri Sedun (1999, 2001)
- Charles Wegelius (2003-2004)